# Sōsei no Onmyōji
Sōsei no Onmyōji (双星の陰陽師?  lit. Exorcistas de las estrellas gemelas), también conocida como Twin Star Exorcists, es una serie de manga shōnen escrita e ilustrada por Yoshiaki Sukeno. La serie está publicada por Shueisha en su revista Jump Square. Tuvo una adaptación a anime que omenzó a emitirse el 6 de abril de 2016, fue producido por TV Tokyo y escrito por Pierrot, la cual finalizó el 29 de marzo de 2017.

## Sinopsis
Rokuro Enmado es un chico que era un poderoso aspirante a exorcista, hasta que un trágico incidente hizo que abandonara la profesión. Un día, por cosas del destino, se encuentra con una misteriosa chica llamada Benio Adashino, aproximadamente de su edad y una muy conocida exorcista del este, quien no solo será su compañera exorcista sino también su futura prometida, ya que, de acuerdo a la profecía, Rokuro y Benio son los "Exorcistas de las Estrellas Gemelas", y están destinados a tener un hijo que será el exorcista definitivo, capaz de deshacerse de todos los espíritus malignos, o Kegare, del mundo. 

## Personajes
Rokuro Enmado (焔魔堂ろくろ Enmadō Rokuro?)
Seiyu: Natsuki Hanae
Benio Adashino (化野紅緒 Adashino Benio?)
Seiyu: Megumi Han
Yuto Ijika (石鏡悠斗 Ijika Yūto?)
Seiyu: Ayumu Murase
Mayura Otomi (音海繭良 Otomi Mayura?)
Seiyu: Yū Serizawa
Seigen Amakawa (天若清弦 Amakawa Seigen?)
Seiyu: Junichi Suwabe
Shimon Ikaruga (斑鳩 士門 Ikaruga Shimon?)
Seiyu: Kaito Ishikawa
Arima Tsuchimikado (土御門 有馬 Tsuchimikado Arima?)
Seiyu: Daisuke Namikawa
Ryogo Nagitsuji (椥辻 亮悟 Nagitsuji Ryōgo?)
Seiyu: Tomoaki Maeno
Kinako (きなこ Kinako?)
Seiyu: Jun Fukuyama
Kamui (神威 Kamui?)
Seiyu: Yūki Ono
Shinnosuke Kunisaki (国く崎ざき慎しん之の助すけ Kuzaki Shinnosuke?)
Seiyu: Daiki Yamashita
Atsushi Sakurazuka (額すくも塚づか篤あつし Sukumozuka Atsushi?)
Seiyu: Taishi Murata

## Medios de comunicación

### Manga
Yoshiaki Sukeno comenzó serializando el manga en la revista Jump Square de Shueisha el 4 de octubre de 2013 siendo finalizada la obra el 3 de septiembre de 2024 con un total de 134 capítulos compilados en 35 volúmenes Tankōbon. Un capítulo especial fue publicado en la Weekly Shōnen Jump en abril de 2016.
En mayo de 2016 Norma Editorial anunció la llegada del manga a España. Actualmente cuenta con 6 volúmenes y 5 en producción.

#### Volúmenes
| Núm. | Capítulos | Fecha de publicación    | ISBN                   |
| ---- | --- | ----------------------- | ---------------------- |
| 1    | 1. "Rokuro y Benio" (ろくろと紅緒 Rokuro to Benio) 2. "Intersección de Estrellas Gemelas" (双星交差 Futaboshi Kōsa) 3. "El sonido de Magano" (禍野の音 Magano no Oto) Bonus: "Benio en Kyoto" (京都の紅緒 K</ref> yōto no Benio)                                                                                          | 4 de febrero de 2014    | ISBN 978-4-08-880015-8 |
| 2    | 4. "¿Quién eres tú?" (其は誰ぞ So wa Dare zo) 5. "Tu coraje, mi coraje" (君の勇気、私の勇気 Kimi no Yūki, Watashi no Yūki) 6. "Los verdaderos sentimientos de Rokuro" (ろくろの気持ち Rokuro no Kimochi) 7. "Tragedia enredada" (交錯する悲劇 Kōsaku Suru Higeki)                                                         | 4 de junio de 2014      | ISBN 978-4-08-880117-9 |
| 3    | 8. "Un destello de maldad" (邪悪の片鱗 Jaaku no Henrin) 9. "Como un exorcista" (陰陽師としてOnmyōji Toshite) 10. "Maldad" (邪悪 Jaaku) 11. "Como si una nueva estrella hubiera nacido" (新たな星の生まるるが如くAratana Hoshi no Umaruru ga Gotoku)                                                                       | 3 de octubre de 2014    | ISBN 978-4-08-880203-9 |
| 4    | 12. "La batalla de la doncella de una pareja comprometida" 13. "Sublimación de estrellas gemelas" 14. "Ruptura" 15. "Mi colmillo" Bonus: "El conflicto de Benio" | 5 de enero de 2015      | ISBN 978-4-08-880294-7 |
| 5    | 16. "El músico estrella" 17. "El día que Rokuro llegó" 18. "Dos caminos, sus caminos" 19. "La continuación del sueño" | 1 de mayo de 2015       | ISBN 978-4-08-880370-8 |
| 6    | 20. "Movimientos vigorozos de las estrellas" (夢のつづき Shinshin no Yakudō) 21. "Gobernante supremo del cielo Vacío" (虚空の覇者 Kokū no Hasha) 22. "Perfect Linker" Bonus: (繭良、七変化 Mayura, Shichihenge) Bonus: (ろくろ、沸騰 Rokuro, Futtō) Bonus: (十二天将 ”朱雀” 継承式典 Jūnitenshō "Suzaku" Keishō Shikiten) | 4 de septiembre de 2015 | ISBN 978-4-08-880473-6 |
| 7    | 23. "Hechizo" (呪縛 Jubaku) 24. "Un mundo sin exorcismo" (呪縛無キ空 Jubaku Naki Sora) 25. "La historia de una derrota" (敗北の歴史 Haiboku no Rekishi) 26. "Turn Over" | 4 de enero de 2016      | ISBN 978-4-08-880591-7 |
| 8    | 27. "Aquellos que no lo Buscan" (求めざる者は Motomezaru Mono wa) 28. "La batalla de Mayura" (繭良の戦い Mayura no Tatakai) 29. "Un llanto de nacimiento negro" (黒の産声 Kuro no Ubugoe) 30. "El sueño de la rata de alcantarilla" (溝鼠の夢 Dobunezumi no Yume)                                                         | 4 de abril de 2016      | ISBN 978-4-08-880657-0 |
| 9    | 31. "La invasión de Magano" (禍野侵食 Magano Shinshoku) 32. "Lo que temo" (俺のコワいモノ Ore no Kowai Mono) 33. "El mañana al que ambos caminan" (二人が進む明日... Futari ga Susumu Ashita...) 34. "Divergencia de las estrellas gemelas" (双星乖離 Sōsei Kairi)                                                        | 4 de agosto de 2016     | ISBN 978-4-08-880757-7 |
| 10   | 35. "La isla donde las estrellas se reúnen" (星集う島 Hoshi Tsudou Shima) 36. "Primera línea" (最前線 Saizensen) 37. "Lugar de inicio, un pasado lejano" (はじまりの場所、幽玄の彼方 Hajimari no Basho, Yūgen no Kanata) 38. "El pequeño gigante de Adashino" (化野の小さな巨人 Adashino no Chīsana Kyojin)               | 2 de diciembre de 2016  | ISBN 978-4-08-880829-1 |
| 11   | 39. (醜き願い Minikuki Negai) 40. (土御門の後継 Tsuchimikado no Kōkei) 41. (それぞれの3か月 Sorezore no 3-kagetsu) Bonus: (双星回帰 Sōsei Kaiki) | 3 de marzo de 2017      | ISBN 978-4-08-881030-0 |
| 12   | 42. (女の戦い① Onna no Tatakai①) 43. (女の戦い② Onna no Tatakai②) 44. (理想と夢と憧れと Risō to Yume to Akogare to) 45. (爆燃烈火の波達羅盈城 Bakunen Rekka no Hadarae-jō) | 4 de julio de 2017      | ISBN 978-4-08-881124-6 |
| 13   | 46. (おかえり、勘ちゃん先生 Okaeri, Kan-chan Sensei) 47. (前へ進みつづける力 Mae e Susumi Tsudzukeru Chikara) 48. (俺の名前はトリ丸ではない Ore no Namae wa Torimaru de wa nai) 49. (孤独の王 Kodoku no Ō) | 2 de noviembre de 2017  | ISBN 978-4-08-881167-3 |
| 14   | 50. (宴の終わり Utage no Owari) 51. (Hack and Slash) 52. (紅緒と神威 Benio to Kamui) 53. (少女の地獄 Shōjo no Jigoku) | 2 de marzo de 2018      | ISBN 978-4-08-881364-6 |
| 15   | 54. 神威と紅緒 Kamui to Benio) 55. (君に伝えたいこと Kimi ni Tsutae tai Koto) 56. (地獄の蓋 Jigoku no Futa) 57. (絶望は微笑みと共に Zetsubou wa Hohoemi to Tomo ni) | 4 de junio de 2018      | ISBN 978-4-08-881498-8 |
| 16   | 58. (絶望は微笑みと共に Zetsubou wa Hohoemi to Tomo ni) 59. (儚いお人形の夢 Hakanai Oningyō no Yume) 60. (もう一度約束を Mou Ichido Yakusoku o) 61. (おやすみなさい、おかあさん Oyasuminasai, Okaasan) | 4 de septiembre de 2018 | ISBN 978-4-08-881573-2 |
| 17   | 62. (焔魔堂家 VS しししし銀鏡 Enmadō-ke tai Shi Shi Shi Shi Shiromi) 63. 獅子奮迅、陰陽頭 Shishi Funjin, Onmyō no Kami) 64. (戦う理由、死ぬ理由 Tatakau Riyū, Shinu Riyū) 65. (絶対平行線上の有無 Zettai Heikō Senjō no Umu)                                                                                              | 4 de diciembre de 2018  | ISBN 978-4-08-881673-9 |
| 18   | 66. (変態パンツ男の最期 Hentai Pantsu Otoko no Saigo) 67. (僕のお父さん Boku no Otō-san) 68. (君の未来のために Kimi no Mirai no Tame ni) 69. (よ〜し!じゃあこの中で誰が一番強いか勝負だ!! Yo〜shi! Jā Kono Naka de Dare ga Ichiban Tsuyoi ka Shōbu da!!)                                                                  | 4 de marzo de 2019      | ISBN 978-4-08-881767-5 |
| 19   | 70. (もう一つのレゾナンス Mō Hitotsu no Rezonansu) 71. (天馬 Tenma) 72. (悠斗 Yūto) 73. (双星の陰陽師 Sōsei no Onmyōji) | 4 de julio de 2019      | ISBN 978-4-08-881890-0 |
| 20   | 74. (馬鹿兄貴, Baka Aniki) 75. (破軍、終熄, Hagun, Shūsoku) 76. (血の轍, Chi no Wadachi) 77. (いつまでも ”いつも通り” で, Itsu Made mo "Itsumo-doori" de) | 4 de diciembre de 2019  | ISBN 978-4-08-882114-6 |
| 21   | 78. (双星純熟, Sōsei Junjuku) 79. (焔魔堂ろくろ浮気疑惑, Enmadō Rokuro Uwaki Giwaku) 80. (恋の嵐、再び, Koi no Arashi, Futatabi) Bonus: (よばひぼし, Yobahiboshi) | 4 de marzo de 2020      | ISBN 978-4-08-882232-7 |
| 22   | 81. (強者の集い, Kyōja no Tsudoi) 82. (大切な者（または物）のために, Taisetsu na Mono (Mata wa Mono) no Tame ni) 83. (終局の因子, Shūkyoku no Inshi) Bonus: (双星帰郷, Sōsei Kikyō) | 3 de julio de 2020      | ISBN 978-4-08-882320-1 |
| 23   | 84. (再会, Saikai) 85. (憎悪と災厄と友愛の匣, Zōo to Saiyaku to Yūai no Hako) 86. (双星契合, Sōsei Keigō) 87. (愛の関門、恋の師事, Ai no Kanmon, Koi no Shiji) | 4 de noviembre de 2020  | ISBN 978-4-08-882439-0 |
| 24   | 87. (暗影蠢く土御門, An'ei Ugomeku Tsuchimikado) 88. (虐殺の島, Gyakusatsu no Shima) 89. (滅びの最前線, Horobi no Saizensen) 90. (We re Not Take It!, Uiā Notto Gona Teiku Itto) | 4 de marzo de 2021      | ISBN 978-4-08-882587-8 |
| 25   | 91. (怒れる島, Ikareru Shima) 92. (絡繰の姫, Karaku no Hime) 93. (擬態王子, Gitai Ōji) 94. (どんじゃかぐちゃぐちゃはらいっぱいまつり, Donjaka Gucha-gucha Hara Ippai Matsuri) | 2 de julio de 2021      | ISBN 978-4-08-882722-3 |
| 26   | 95. (戦禍のヒロイン, Senka no Hiroin) 96. (加布羅、融解, Gabura, Yūkai) 97. (地鳴り, Jinari) 98. (世界一悲しい幸せをあなたに願う, Sekai-ichi kanashii shiawase wo anata ni negau) | 4 de noviembre de 2021  | ISBN 978-4-08-882829-9 |
| 27   | 99. (斜陽, Shayō) 100. (焔, Homura) 101. (ぶらり禍野訪問記, Burari Magano Hōmonki) 102. (無能の谷, Munō no Tani) | 4 de febrero de 2022    | ISBN 978-4-08-883024-7 |
| 28   | 103. (生命, Inochi) 104. (セイメイの模倣, Seimei no Mohō) 105. (塵屑の憂い, Gomikuzu no Urei) 106. (まん中くらいが丁度いい, Man'naka Kurai ga Chōdo Ī) | 3 de junio de 2022      | ISBN 978-4-08-883130-5 |
| 29   | 107. (わたしのだいきらいなわたし, Watashi no Daikirai na Watashi) 108. (ピースサイン, Pīsu Sain) 109. (最後の宴, Saigo no Utage) 110. (地獄に咲く花, Jigoku ni Saku Hana) | 2 de septiembre de 2022 | ISBN 978-4-08-883235-7 |
| 30   | 111. (幸せな結末, Shiawase na Ketsumatsu) 112. (罪, Tsumi) 113. (天翔ける夫婦喧嘩, Amakakeru Fūfu Kenka) 114. (罰, Batsu) | 4 de enero de 2023      | ISBN 978-4-08-883343-9 |
| 31   | 115. (魂喚, Tamashī Shōkan) 116. (もっとも醜い死をあなたに, Mottomo Minikui Shi o Anata ni) 117. (命の計り方, Inochi no Hakarikata) 118. (加布羅・昇天, Gabura Shōten) | 2 de mayo de 2023       | ISBN 978-4-08-883495-5 |
| 32   | 119. (託される者、託す者, Takusareru Mono, Takusu Mono) 120. (宿怨の連鎖, Shukuen no Rensa) 121. (感想と考察, Kansō to Kōsatsu) 122. (たった一滴の“正”, Tatta Itteki no “Tadashi”) | 4 de septiembre de 2023 | ISBN 978-4-08-883638-6 |
| 33   | 123. (泣き虫ありすの大冒険, Nakimushi Arisu no Daibōken) 124. (ボロ雑巾の矜持, Boro Zōkin no Puraido) 125. (闇を雪ぐ, Yami o Sosogu) 126. (あの日それが愛だと気づいていれば, Ano ni Sore ga Aida to Kidzuite Ireba) | 2 de febrero de 2024    | ISBN 978-4-08-883777-2 |
| 34   | 127. (んん！？, Nn!?) 128. (甘い呪い, Amai Noroi) 128. (光る禍野のまん中で, Hikaru Magano no no Man'naka de) 129. (標なき未来, Hyō Naki Mirai) | 4 de julio de 2024      | ISBN 978-4-08-884045-1 |
| 35   | 131. (まっ白な闇を祓う?, Masshirona yami o harau) 132. (彼方からの悲鳴?, Kanata kara no himei) 133. (あたたかい風?, Atatakai kaze) 134. (加布羅、昇天?, Kabura shōten) | 1 de noviembre de 2024  | ISBN 978-4-08-884219-6 |

### Anime
Un anime fue anunciada en la portada de enero de 2016 de Jump Square el 4 de diciembre de 2015. La serie es dirigida por Tomohisa Taguchi y escrita por Naruhisa Arakawa, con animación por Studio Pierrot. Adicionalmente, Shishō Igarashi sirve como el asistente del director, Kikuko Sasakata es el diseñador de los personajes, e Itsuko Takeda sirve como el director de animación en jefe. El primer opening es "Valkyrie -Ikusa Otome-" (Valkyrie -戦乙女-, lit. "Valkyrie -Dama de la Guerra-") interpretado por Wagakki Band, mientras el primer ending es "Eyes" (アイズ Aizu) interpretado por Hitomi Kaji. El segundo opening es "Re:Call" interpretado por el grupo de idols i☆Ris, mientras el segundo ending es "Yadori-boshi" (宿り星) inter`pretado por el grupo de dos hombres Itowokashi (Kashitarō Itō y Ryō Miyada). El tercer opening es "sync" interpretado por lol, mientras el tercer ending es "Hide and Seek" interpretado por GIRLFRIEND. El cuarto opening es "Kanadeai" interpretado por Itowokoashi, mientras el cuarto ending es "Hotarubi" interpretado por Wagakki Band.
La serie se emitió entre el 6 de abril de 2016 y el 29 de marzo de 2017 en TV Tokyo y otras estaciones de TX Network, y luego en AT-X.

#### Lista de episodios
| Núm. | Título | Fecha de emisión         |
| ---- | --- | ------------------------ |
| 1    | "Los dos destinados BOY MEETS GIRL" "Unmei no Futari BOY MEETS GIRL" (運命の二人 BOY MEETS GIRL)                                                                             | 6 de abril de 2016       |
| 2    | "Intersección de estrellas gemelas A FATEFUL FIGHT" "Futaboshi Kōsa A FATEFUL FIGHT" (双星交差 A FATEFUL FIGHT)                                                              | 13 de abril de 2016      |
| 3    | "Intenciones diferentes A HERO’S WORTH" "Surechigai A HERO’S WORTH" (すれ違い A HERO’S WORTH)                                                                                | 20 de abril de 2016      |
| 4    | "El sonido de Magano BOTHERSOME TWOSOME" "Magano no Oto BOTHERSOME TWOSOME" (禍野の音 BOTHERSOME TWOSOME)                                                                    | 27 de abril de 2016      |
| 5    | "Doce guardianes, pájaro Bermellón THE GUARDIAN SHIMON" "Jūniten Shō Suzaku THE GUARDIAN SHIMON" (十二天将 朱雀 THE GUARDIAN SHIMON)                                         | 4 de mayo de 2016        |
| 6    | "Benio y Mayura GIRLS’ PARTY" "Benio to Mayura GIRLS’ PARTY" (紅緒と繭良 GIRLS’ PARTY)                                                                                       | 11 de mayo de 2016       |
| 7    | "Un nuevo viaje UNBELIEVABLE GAME" "Aratanaru Shiren UNBELIEVABLE GAME" (新たなる試練 UNBELIEVABLE GAME)                                                                     | 18 de mayo de 2016       |
| 8    | "Los sentimientos de Rokuro SHOCKING CONFESSION" "Rokuro no Kimochi SHOCKING CONFESSION" (ろくろの気持ち SHOCKING CONFESSION)                                                | 25 de mayo de 2016       |
| 9    | "Tragedias entrelazadas TRAGEDY COMES WITH SMILE" "Kōsaku Suru Higeki TRAGEDY COMES WITH SMILE" (交錯する悲劇 TRAGEDY COMES WITH SMILE)                                      | 1 de junio de 2016       |
| 10   | "El entrenamiento de Subaru THE BEWITCHING GUARDIAN" "Subaru no Shugyō THE BEWITCHING GUARDIAN" (すばるの修行 THE BEWITCHING GUARDIAN)                                       | 8 de junio de 2016       |
| 11   | "Hagan lo mejor, recién casados FANTASTIC MEMORIES" "Shinkon-san o Kibariyasu FANTASTIC MEMORIES" (新婚さんおきばりやす FANTASTIC MEMORIES)                                  | 15 de junio de 2016      |
| 12   | "Dame un respiro BASARA BOY KAMUI" "Kanben Shiroshi BASARA BOY KAMUI" (勘弁しろし BASARA BOY KAMUI)                                                                          | 22 de junio de 2016      |
| 13   | "Tu coraje, mi coraje ZERO MILLIMETERS APART" "Kimi no Yūki, Watashi no Yūki ZERO MILLIMETERS APART" (君の勇気、私の勇気 ZERO MILLIMETERS APART)                             | 6 de julio de 2016       |
| 14   | "Yukata, estrellas y deseos TANABATA SPECIAL" "Yukata to Hoshi to Negaigoto TANABATA SPECIAL" (浴衣と星と願い事 TANABATA SPECIAL)                                            | 13 de julio de 2016      |
| 15   | "Adiós a estar solo THE AWAKENING OF LOVE" "Hitori Botchi ni Sayōnara THE AWAKENING OF LOVE" (ひとりぼっちにさようなら THE AWAKENING OF LOVE)                                | 20 de julio de 2016      |
| 16   | "Como un exorcista SALVATION THEN WAILING" "Onmyōji Toshite SALVATION THEN WAILING" (陰陽師として SALVATION THEN WAILING)                                                    | 27 de julio de 2016      |
| 17   | "El emblema rojo que el maestro me entegó NEW TALISMAN FROM MASTER" "Shi ga Kureta Akai Akashi NEW TALISMAN FROM MASTER" (師がくれた赤い証 NEW TALISMAN FROM MASTER)         | 3 de agosto de 2016      |
| 18   | "En la víspera de la batalla TRIUMPH OVER FEAR" "Kessen Zen'ya TRIUMPH OVER FEAR" (決戦前夜 TRIUMPH OVER FEAR)                                                               | 10 de agosto de 2016     |
| 19   | "Ambos pecado e empureza THE 10 SECONDS DECISION" "Tsumi mo Kegare mo THE 10 SECONDS DECISION" (罪もけがれも THE 10 SECONDS DECISION)                                        | 17 de agosto de 2016     |
| 20   | "Nuestro camino TO THE FUTURE WITH US TWO" "Futari no Michi TO THE FUTURE WITH US TWO" (ふたりの道 TO THE FUTURE WITH US TWO)                                                | 24 de agosto de 2016     |
| 21   | "El renacer de las estrellas gemelas SWEETIE FAIRY" "Futaboshi Shinsei SWEETIE FAIRY" (双星新生 SWEETIE FAIRY)                                                               | 31 de agosto de 2016     |
| 22   | "Es empuro, ¿sabes? PHILOSOPHICAL FILTHY SERAPHIM" "Kega rete n ja 〜 n PHILOSOPHICAL FILTHY SERAPHIM" (ケガれてんじゃ～ん PHILOSOPHICAL FILTHY SERAPHIM)                    | 7 de septiembre de 2016  |
| 23   | "Hacia el Oeste, estrellas gemelas HARD TO BE MOTHER" "Futaboshi Nishi e HARD TO BE MOTHER" (双星 西へ HARD TO BE MOTHER)                                                    | 14 de septiembre de 2016 |
| 24   | "El sueño de Kegare WHAT IS BEAUTIFULL?" "Kegare no Mita Yume WHAT IS BEAUTIFULL?" (ケガレの見た夢 WHAT IS BEAUTIFULL?)                                                      | 21 de septiembre de 2016 |
| 25   | "Avatar celestial COME BACK! SOUTHPAW" "Ten Moto Sora ga COME BACK! SOUTHPAW" (天・元・空・我 COME BACK! SOUTHPAW)                                                           | 28 de septiembre de 2016 |
| 26   | "Estrellas gemelas vs Gemelos BASARA TWINS' STRINGS" "Sōsei vs Futaboshi BASARA TWINS' STRINGS" (双星VS双生 BASARA TWINS' STRINGS)                                           | 5 de octubre de 2016     |
| 27   | "El secreto de Mayura-chan MAYURA'S SECRET LESSON" "Himitsu no Mayura-chan MAYURA'S SECRET LESSON" (ひみつの繭良ちゃん MAYURA'S SECRET LESSON)                               | 12 de octubre de 2016    |
| 28   | "Tenma Unomiya TRANSCENDENCE" "Unomiya Tenma TRANSCENDENCE" (鸕宮天馬 TRANSCENDENCE)                                                                                         | 19 de octubre de 2016    |
| 29   | "Una promesa con Sae MISSING EXORCIST MASTER" "Sae to no Yakusoku MISSING EXORCIST MASTER" (さえとの約束 MISSING EXORCIST MASTER)                                            | 26 de octubre de 2016    |
| 30   | "Siempre sonriendo LOVELY SMILE FOREVER" "Itsu Made mo Egao de LOVELY SMILE FOREVER" (いつまでも笑顔で LOVELY SMILE FOREVER)                                                 | 2 de noviembre de 2016   |
| 31   | "Porqué estoy contigo WAI WA KINAKO YA!" "Soba ni Irukara WAI WA KINAKO YA!" (そばにいるから WAI WA KINAKO YA!)                                                              | 9 de noviembre de 2016   |
| 32   | "Dentro del caos SEEKING THE PAST, SEEKING THE FUTURE" "Konton no Naka ni SEEKING THE PAST, SEEKING THE FUTURE" (混沌の中に SEEKING THE PAST, SEEKING THE FUTURE)            | 16 de noviembre de 2016  |
| 33   | "El Maestro devuelve un favor I WANT YOU TO EAT ME" "Shi (moro) no Ongaeshi I WANT YOU TO EAT ME" (師(もろ)の恩返し I WANT YOU TO EAT ME)                                    | 23 de noviembre de 2016  |
| 34   | "¡¿El mejor dúo?! WACHI vs WASHI＆WATASHI" "Namae Konbi Jane~e! WACHI vs WASHI＆WATASHI" (名コンビじゃねぇ！ WACHI vs WASHI＆WATASHI)                                        | 30 de noviembre de 2016  |
| 35   | "La venganza del marionetista I AM NOT ALONE" "Fukushū no Urabe-shi I AM NOT ALONE" (復讐の傀儡師 I AM NOT ALONE)                                                            | 7 de diciembre de 2016   |
| 36   | "Lo que debe ser protegido WHAT IS REALLY IMPORTANT" "Mamorubekimono WHAT IS REALLY IMPORTANT" (守るべきもの WHAT IS REALLY IMPORTANT)                                       | 14 de diciembre de 2016  |
| 37   | "Espíritus que moran en la ciudad del romance TELL ME HONEST FEELINGS" "Koi no Machi Maiagaru TELL ME HONEST FEELINGS" (恋の町舞い上がる TELL ME HONEST FEELINGS)            | 21 de diciembre de 2016  |
| 38   | "Es el día más fatal de Narugami NO WAY TO RUN,NO PLACE TO HIDE" "Narugami-chō sai Kyō no hi NO WAY TO RUN,NO PLACE TO HIDE" (鳴神町最凶の日 NO WAY TO RUN,NO PLACE TO HIDE) | 4 de enero de 2017       |
| 39   | "La bestia sagrada del amor DAUGHTER'S FIGHT! FATHER'S DELIGHT" "Jiai no Reijū DAUGHTER'S FIGHT! FATHER'S DELIGHT" (慈愛の霊獣 DAUGHTER'S FIGHT! FATHER'S DELIGHT)           | 11 de enero de 2017      |
| 40   | "Corazones de las Estrellas Gemelas FINALY THEY KISSED?" "Futaboshi Tokimeku FINALY THEY KISSED?" (双星ときめく FINALY THEY KISSED?)                                         | 18 de enero de 2017      |
| 41   | "¡Los Doce Guardianes caen! HAVE A NICE NIGHTMARE,12GUARDIANS" "Jūni Tenshō, Duòtsu! HAVE A NICE NIGHTMARE,12GUARDIANS" (十二天将、堕つ! HAVE A NICE NIGHTMARE,12GUARDIANS)  | 25 de enero de 2017      |
| 42   | "Vengo de Magano SAY IT AIN'T SO,ROKURO!" "Furusato wa wazawai no SAY IT AIN'T SO,ROKURO!" (故郷は禍野 SAY IT AIN'T SO,ROKURO!)                                              | 1 de febrero de 2017     |
| 43   | "El sueño milenario MELANCHOLIC MISANTHROPE" "Chitose no Yume MELANCHOLIC MISANTHROPE" (千年の夢 MELANCHOLIC MISANTHROPE)                                                    | 8 de febrero de 2017     |
| 44   | "Distanciados a pesar de su amor FAREWELL, MY PRECIOUS" "Aisure Tōku FAREWELL, MY PRECIOUS" (愛すれど遠く FAREWELL, MY PRECIOUS)                                             | 15 de febrero de 2017    |
| 45   | "La pareja sola LONELY TWIN EXORCIST" "Hitori Kiri no Futari LONELY TWIN EXORCIST" (ひとりきりの二人 LONELY TWIN EXORCIST)                                                   | 22 de febrero de 2017    |
| 46   | "Yūto DESTINY" "Yuuto DESTINY" (悠斗 DESTINY) | 1 de marzo de 2017       |
| 47   | "Benio POSITIVE" "Benio POSITIVE" (紅緒 POSITIVE) | 8 de marzo de 2017       |
| 48   | "Unidad SOLIDARITY" "Danketsu SOLIDARITY" (団結 SOLIDARITY) | 15 de marzo de 2017      |
| 49   | "Resurrección RESTORATION" "Fukkatsu RESTORATION" (復活 RESTORATION) | 22 de marzo de 2017      |
| 50   | "Estrellas Gemelas TWINS" "Futaboshi TWINS" (双星 TWINS) | 29 de marzo de 2017      |

### Videojuego
Un videojuego fue anunciado el 3 de septiembre de 2016, por Bandai Namco Entertainment. El juego, de rol japonés, será publicado para PlayStation Vita, y mostrará a Rokuro como un personaje jugable. También mostrará 5 chicas candidatas para el título de Estrella Gemela, incluyendo a Benio, Mayura, y tres personajes originales diseñados, exclusivamente para el juego, por Yoshiaki Sukeno.